# Landkreis Rockenhausen

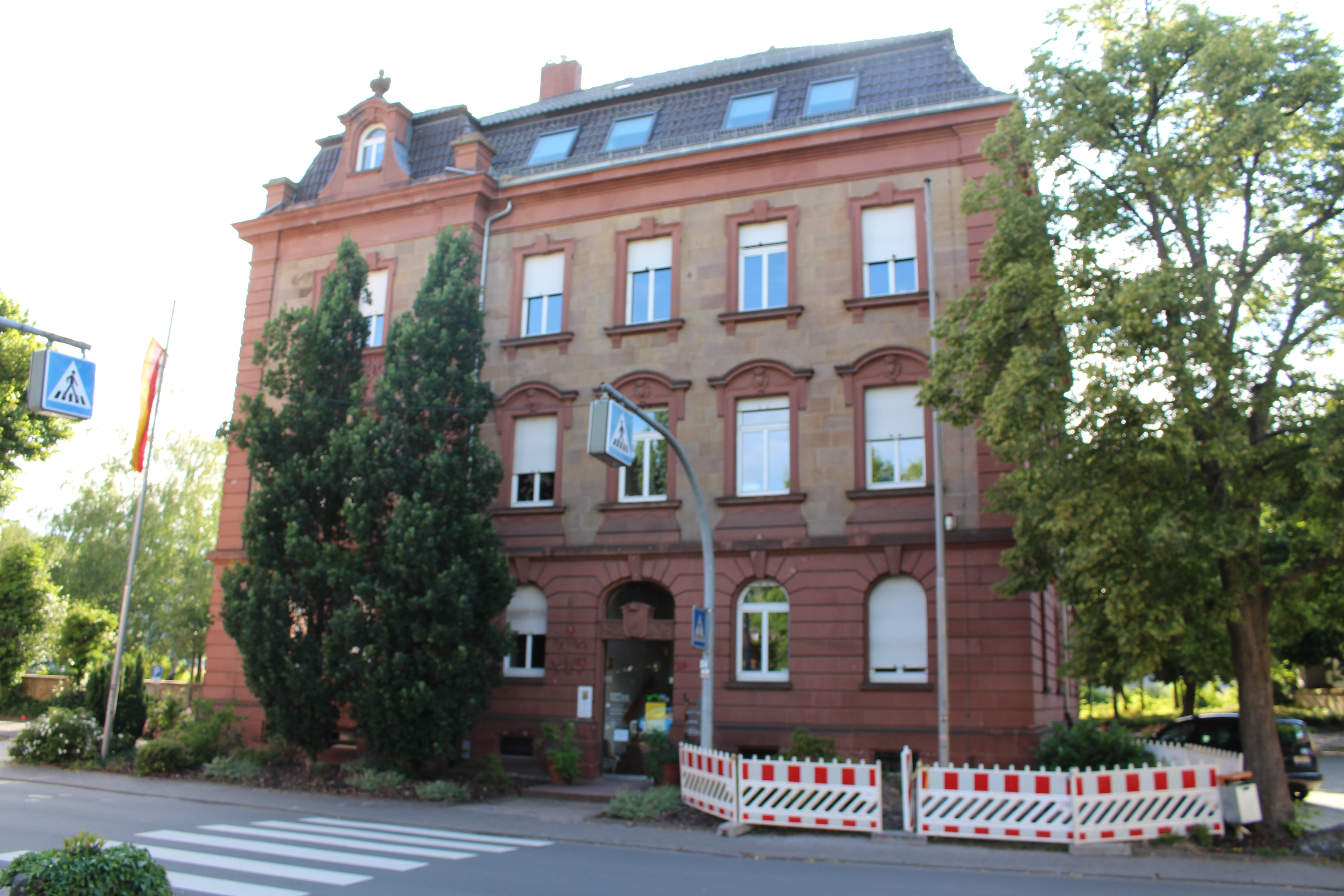
Bezirksamt beziehungsweise ab 1969 Landratsamt

Der Landkreis Rockenhausen war ein Landkreis in Bayern und ab 1946 in Rheinland-Pfalz, der im Zuge der dortigen Gebietsreform 1969 aufgelöst wurde.

## Geographie
Der Landkreis grenzte Anfang 1969 im Uhrzeigersinn im Nordwesten beginnend an die Landkreise Kreuznach, Alzey, Kirchheimbolanden, Kaiserslautern und Kusel.

## Geschichte
Am 1. Dezember 1900 wurde aus 65 Gemeinden der bayerischen Bezirksämter Kirchheimbolanden und Kaiserslautern das neue Bezirksamt Rockenhausen gebildet. Am 1. Januar 1939 wurde dieses Bezirksamt in Landkreis Rockenhausen umbenannt. Nach dem Zweiten Weltkrieg wurde der Landkreis Teil der französischen Besatzungszone. Die Errichtung des Landes Rheinland-Pfalz wurde am 30. August 1946 als letztes Land in den westlichen Besatzungszonen durch die Verordnung Nr. 57 der französischen Militärregierung unter General Marie-Pierre Kœnig angeordnet. Es wurde zunächst als „rhein-pfälzisches Land“ bzw. als „Land Rheinpfalz“ bezeichnet; der Name Rheinland-Pfalz wurde erst mit der Verfassung vom 18. Mai 1947 festgelegt.
Im Rahmen der rheinland-pfälzischen Gebietsreform wurde der Landkreis am 7. Juni 1969 aufgelöst. Sein größter Teil wurde mit dem größten Teil des Landkreises Kirchheimbolanden zum neuen Donnersbergkreis vereinigt. Die Gemeinden Altenbamberg, Callbach, Duchroth, Ebernburg, Feilbingert, Hallgarten, Hochstätten, Lettweiler, Oberhausen an der Nahe, Odernheim am Glan sowie Rehborn kamen zum Landkreis Bad Kreuznach und die Gemeinde Neuhemsbach zum Landkreis Kaiserslautern.

## Einwohnerentwicklung
| Jahr | Einwohner | Quelle |
| ---- | --------- | ------ |
| 1900 | 38.614    | [ 6 ]  |
| 1910 | 38.429    | [ 6 ]  |
| 1925 | 37.395    | [ 6 ]  |
| 1939 | 35.479    | [ 6 ]  |
| 1950 | 39.039    | [ 6 ]  |
| 1960 | 41.000    | [ 6 ]  |
| 1968 | 42.195    |        |

## Bezirksamtmänner (bis 1938) und Landräte (ab 1939)
- Friedrich Fuchs, 1910–1931
- Friedrich Heintz, 1931–1934
- Gustav Müller, 1934–1945
- Josef Grün SPD, von 1945 bis 1946
- Franz Meister SPD, von 1947 bis 1950
- Friedrich Müller
- Gustav Müller SPD

## Städte und Gemeinden
Zum Zeitpunkt seiner Auflösung gehörten dem Landkreis Rockenhausen zwei Städte und 64 weitere Gemeinden an:
| Gemeinde 1969             | heutige Gemeinde          | heutiger Landkreis       | Einwohner 1961 |
| ------------------------- | ------------------------- | ------------------------ | -------------- |
| Alsenbrück-Langmeil       | Winnweiler                | Donnersbergkreis         | 743            |
| Alsenz                    | Alsenz                    | Donnersbergkreis         | 1.869          |
| Altenbamberg              | Altenbamberg              | Landkreis Bad Kreuznach  | 617            |
| Bayerfeld-Steckweiler     | Bayerfeld-Steckweiler     | Donnersbergkreis         | 570            |
| Bisterschied              | Bisterschied              | Donnersbergkreis         |                |
| Börrstadt                 | Börrstadt                 | Donnersbergkreis         | 953            |
| Breunigweiler             | Breunigweiler             | Donnersbergkreis         | 287            |
| Callbach                  | Callbach                  | Landkreis Bad Kreuznach  | 540            |
| Cölln                     | Mannweiler-Cölln          | Donnersbergkreis         | 198            |
| Dielkirchen               | Dielkirchen               | Donnersbergkreis         | 579            |
| Dörnbach                  | Rockenhausen              | Donnersbergkreis         | 581            |
| Dörrmoschel               | Dörrmoschel               | Donnersbergkreis         | 221            |
| Duchroth 1                | Duchroth                  | Landkreis Bad Kreuznach  | 671            |
| Ebernburg                 | Bad Kreuznach             | Landkreis Bad Kreuznach  | 1.430          |
| Falkenstein               | Falkenstein               | Donnersbergkreis         | 275            |
| Feilbingert               | Feilbingert               | Landkreis Bad Kreuznach  | 1.295          |
| Finkenbach-Gersweiler     | Finkenbach-Gersweiler     | Donnersbergkreis         | 569            |
| Gaugrehweiler             | Gaugrehweiler             | Donnersbergkreis         | 614            |
| Gehrweiler                | Gehrweiler                | Donnersbergkreis         | 391            |
| Gerbach                   | Gerbach                   | Donnersbergkreis         | 633            |
| Gonbach                   | Gonbach                   | Donnersbergkreis         | 255            |
| Gundersweiler             | Gundersweiler             | Donnersbergkreis         | 539            |
| Hallgarten (Pfalz)        | Hallgarten (Pfalz)        | Landkreis Bad Kreuznach  | 670            |
| Hochstätten               | Hochstätten               | Landkreis Bad Kreuznach  | 705            |
| Hochstein                 | Winnweiler                | Donnersbergkreis         | 491            |
| Höringen                  | Höringen                  | Donnersbergkreis         | 492            |
| Imsbach                   | Imsbach                   | Donnersbergkreis         | 919            |
| Imsweiler                 | Imsweiler                 | Donnersbergkreis         | 721            |
| Kalkofen (Pfalz)          | Kalkofen (Pfalz)          | Donnersbergkreis         | 283            |
| Katzenbach                | Katzenbach                | Donnersbergkreis         | 490            |
| Lettweiler                | Lettweiler                | Landkreis Bad Kreuznach  | 339            |
| Lohnsfeld                 | Lohnsfeld                 | Donnersbergkreis         | 644            |
| Mannweiler                | Mannweiler-Cölln          | Donnersbergkreis         | 312            |
| Marienthal                | Rockenhausen              | Donnersbergkreis         | 309            |
| Münchweiler an der Alsenz | Münchweiler an der Alsenz | Donnersbergkreis         | 1.047          |
| Münsterappel              | Münsterappel              | Donnersbergkreis         | 591            |
| Neuhemsbach               | Neuhemsbach               | Landkreis Kaiserslautern | 563            |
| Niederhausen an der Appel | Niederhausen an der Appel | Donnersbergkreis         | 352            |
| Niedermoschel             | Niedermoschel             | Donnersbergkreis         | 583            |
| Oberhausen an der Appel   | Oberhausen an der Appel   | Donnersbergkreis         | 241            |
| Oberhausen an der Nahe 1  | Oberhausen an der Nahe    | Landkreis Bad Kreuznach  | 395            |
| Obermoschel, Stadt        | Obermoschel, Stadt        | Donnersbergkreis         | 1.268          |
| Oberndorf                 | Oberndorf                 | Donnersbergkreis         | 254            |
| Odernheim am Glan         | Odernheim am Glan         | Landkreis Bad Kreuznach  | 1.983          |
| Potzbach                  | Winnweiler                | Donnersbergkreis         | 268            |
| Ransweiler                | Ransweiler                | Donnersbergkreis         | 377            |
| Rehborn                   | Rehborn                   | Landkreis Bad Kreuznach  | 811            |
| Rockenhausen, Stadt       | Rockenhausen, Stadt       | Donnersbergkreis         | 3.172          |
| Ruppertsecken             | Ruppertsecken             | Donnersbergkreis         | 375            |
| Sankt Alban (Pfalz)       | Sankt Alban (Pfalz)       | Donnersbergkreis         | 342            |
| Schiersfeld               | Schiersfeld               | Donnersbergkreis         | 372            |
| Schönborn                 | Schönborn                 | Donnersbergkreis         | 192            |
| Schweisweiler             | Schweisweiler             | Donnersbergkreis         | 428            |
| Sembach                   | Sembach                   | Landkreis Kaiserslautern | 760            |
| Sippersfeld               | Sippersfeld               | Donnersbergkreis         | 918            |
| Sitters                   | Sitters                   | Donnersbergkreis         | 147            |
| Stahlberg                 | Stahlberg                 | Donnersbergkreis         | 265            |
| Steinbach am Donnersberg  | Steinbach am Donnersberg  | Donnersbergkreis         | 692            |
| Steingruben               | Dielkirchen               | Donnersbergkreis         | 99             |
| Teschenmoschel            | Teschenmoschel            | Donnersbergkreis         | 192            |
| Unkenbach                 | Unkenbach                 | Donnersbergkreis         | 299            |
| Waldgrehweiler            | Waldgrehweiler            | Donnersbergkreis         | 353            |
| Wartenberg-Rohrbach       | Wartenberg-Rohrbach       | Donnersbergkreis         | 286            |
| Winnweiler                | Winnweiler                | Donnersbergkreis         | 1.972          |
| Winterborn                | Winterborn                | Donnersbergkreis         | 233            |
| Würzweiler                | Würzweiler                | Donnersbergkreis         | 249            |

## Kfz-Kennzeichen
Am 1. Juli 1956 wurde dem Landkreis bei der Einführung der bis heute gültigen Kfz-Kennzeichen das Unterscheidungszeichen ROK zugewiesen. Es wurde bis zum 6. Juni 1969 ausgegeben. Seit dem 15. Juli 2013 ist es aufgrund der Kennzeichenliberalisierung im Donnersbergkreis erhältlich.